# J. P. Manoux
Jean-Paul Christophe Manoux, més conegut com a J.P. Manoux (Fresno, Califòrnia, 8 de juny de 1969) és un actor còmic estatunidenc.

## Biografia
Manoux va néixer a Fresno, però va créixer a Santa Bàrbara, Califòrnia, sent el gran de set germans.
Manoux va començar treballant com a manyaga. Un dels seus primers papers enfront de les càmeres va ser en la sèrie de varietats de curta durada The Wayne Brady Show, on feia de stripper gai. Altres treballs en cinema, televisió i anuncis publicitaris inclouen campanyes recents per Got Milk? i les botigues de roba Fruit on the Loom. Ha tingut papers com a convidat en televisió, entre els quals destaquen Angel, Smallville, Scrubs, Charmed, Crossing Jordan i Community. Va posar la seva veu per a la sèrie animada Les noves bogeries de l'emperador, en el paper de Kuzco (reemplaçant a David Spade).
Va interpretar a S.T.A.N., l'androide de la sèrie original de Disney XD Aaron Stone. Va treballar en la sèrie ER durant dues temporades com el cirurgià Dustin Crenshaw. A més, va tenir els papers de Curtis el cavernícola i el Vice director Hackett en la sèrie de Disney Channel Phil del futur.
Ha dirigit episodis d'Aaron Stone i Phil del futur i ha tingut petites aparicions de cameo en dues pel·lícules de Michael Bay: Transformers, com un home entrevistat en la televisió i a l'illa, on retrata a un clon mentalment subdesenvolupat.
És resident permanent al Canadà, i divideix el seu temps entre Los Angeles i Toronto, on treballa en una sitcom de la cadena CTV trucada Spuns Out.
Manoux i George Brant van escriure l'obra Tights on a Wire (1997).
El 27 de gener de 2015 Manoux va ser arrestat per la policia de Toronto, on estava residint, per un càrrec de voyeurisme. Ell mateix es va declarar culpable d'instal·lar càmeres de video en un apartament que llogava a dues dones. El càrrec de voyeurisme va ser arxivat uns mesos després. El 2017 va ser condemnat per malifeta per no haver informat les llogateres de l'existència d'aquest èquip.

## Filmografia
- Pumpkin Head II: Blood Wings (1994)
- Clinic E (1996)
- Fairfax Fandango (1997)
- Breakfast with Einstein (1998)
- Art House (1998)
- Galaxy Quest (1999)
- Inspector Gadget (1999)
- The Auteur Theory (1999)
- L'illa del tresor (Treasure Island) (1999)
- The Darwin Conspiracy (1999)
- Running Mates (2000)
- Our Lips Are Sealed (2000)
- Beer Money (2001)
- Ocean's Eleven (2001)
- Mickey's Magical Christmas: Snowed in at the House of Mouse (2001)
- Scooby-Doo (2002)
- Crazy as Hell (2002)
- El més buscat de Malibú (Malibu's Most Wanted) (2003)
- EuroTrip (2004)
- Meet the Fockers (2004)
- El dia de demà (The Day After Tomorrow) (2004)
- Starship Troopers 2: L'heroi de la Federació (Starship Troopers 2: Hero of the Federation) (2004)
- Scooby-Doo 2: Desbocat (Scooby Doo 2: Monsters Unleashed) (2004)
- The Trouble with Dee Dee (2005)
- L'illa (The Island) (2005)
- Tennis, Anyone? (2005)
- The Beach Party at the Threshold of Hell (2006)
- Transformers (2007)
- Knocked Up (2007)
- Reno 911!: Miami (2007)
- What We Do Is Secret (2007)
- Bolt (2008)
- Trailer Park of Terror (2008)
- Minutemen (2008)
- Finding Amanda (2008)
- Weather Girl (2009)
- Atlas Shrugged: Part 2 (2012)
- Beverly Hills Chihuahua 3 (2012)
- Secrets of Eden (2012)
- Hail Satan (2012)
- Scary Movie 5 (2013)
- Jimmy Giraffe's Flying Car (2013)
- Back To Christmas (2014)
- Gridlocked (2015)
- Solitary (2015)